# Basilica di San Bernardino
La basilica di San Bernardino è un edificio religioso dell'Aquila, situato nel quarto di Santa Maria. Venne costruita, con l'adiacente convento, fra il 1454 e il 1472 in onore di san Bernardino da Siena, le cui spoglie sono custodite all'interno del mausoleo del Santo realizzato a opera di Silvestro dell'Aquila. La facciata, eretta nel secolo successivo da Cola dell'Amatrice con influenze michelangiolesche, è considerata la massima espressione dell'architettura rinascimentale in Abruzzo.
L'interno, in stile barocco, è dovuto alla ricostruzione dell'edificio in seguito al terremoto del 1703 a opera di più progettisti — tra i quali sicuramente Filippo Barigioni, Sebastiano Cipriani e Giovan Battista Contini — e conserva importanti opere d'arte di Andrea della Robbia, Francesco Bedeschini, Pompeo Cesura, Rinaldo Fiammingo e Donato Teodoro, oltre al già citato Silvestro dell'Aquila, autore anche del mausoleo di Maria Pereyra Camponeschi. Il soffitto in legno intagliato e ornato di oro zecchino è opera di Ferdinando Mosca.
È stata inserita nell'elenco degli edifici monumentali nazionali nel 1902 ed elevata al rango di basilica minore — titolo che condivide con le concittadine San Giuseppe Artigiano e Santa Maria di Collemaggio — da papa Pio XII nel 1946.  A causa del sisma del 2009 che ne ha gravemente danneggiato l'abside e il campanile, la basilica è stata sottoposta a lavori di riparazione e consolidamento ed è stata riaperta nel 2015.

## Storia

### L'arrivo di Bernardino all'Aquila e la sua morte
Bernardino degli Albizzeschi nacque a Massa Marittima nel 1380 ma, già in giovane età, si trasferì a Siena dove rimase per buona parte della sua vita e cominciò la sua attività di predicatore. Nel 1437, al culmine della sua fama e dopo aver ripetutamente rinunciato alla carica di vescovo in alcune delle diocesi più influenti dell'epoca, divenne vicario generale dell'ordine dei francescani in Italia. Pochi anni dopo venne invitato dal vescovo Amico Agnifili in Abruzzo, per tentare di riappacificare le due fazioni cittadine; seppur malato, nei primi mesi del 1444, si recò quindi all'Aquila dove morì dopo poco tempo, il 20 maggio.

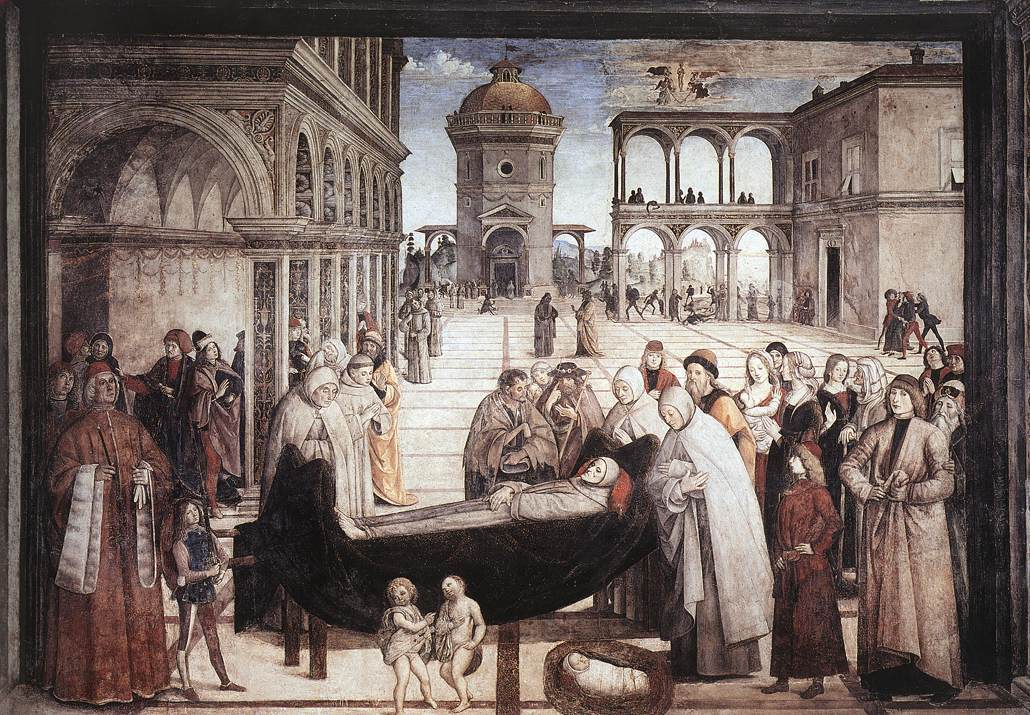
I Funerali di Bernardino da Siena, Pinturicchio (1478-1479)

Inizialmente le sue spoglie vennero poste nella chiesa di San Francesco in piazza del Palazzo.
Immediatamente la cittadinanza, riappacificatasi, si prodigò per celebrare degnamente la figura del predicatore mediante la realizzazione di un tempio in suo onore; il principale fautore fu Giovanni da Capestrano, che ricevette l'appoggio di papa Niccolò V. Il pontefice canonizzò Bernardino da Siena nel 1450 e l'anno seguente assegnò a Giacomo della Marca l'incarico di soprastante (termine usato all'epoca per indicare il soprintendente) della fabbrica.

### L'edificazione della basilica
I lavori ebbero inizio nel 1454, a soli dieci anni dalla morte del santo. Per il luogo venne scelto lo spazio tra il vecchio ospedale San Salvatore e la scomparsa chiesa di Sant'Alò, nel locale di Sinizzo del quarto di Santa Maria, a ridosso della cinta muraria orientale; l'area venne preferita a quella, poco distante, di Santa Maria del Carmine individuata inizialmente. La cappella del santo, adiacente alla preesistenza di Sant'Alò, venne iniziata nel 1458 e l'anno seguente si dette inizio alla costruzione del convento, posto ugualmente sul lato destro della chiesa.
Al principio la tomba di San Bernardino era invece prevista al centro della basilica, in corrispondenza della grande cupola, così da determinare un impianto architettonico a pianta centrale.

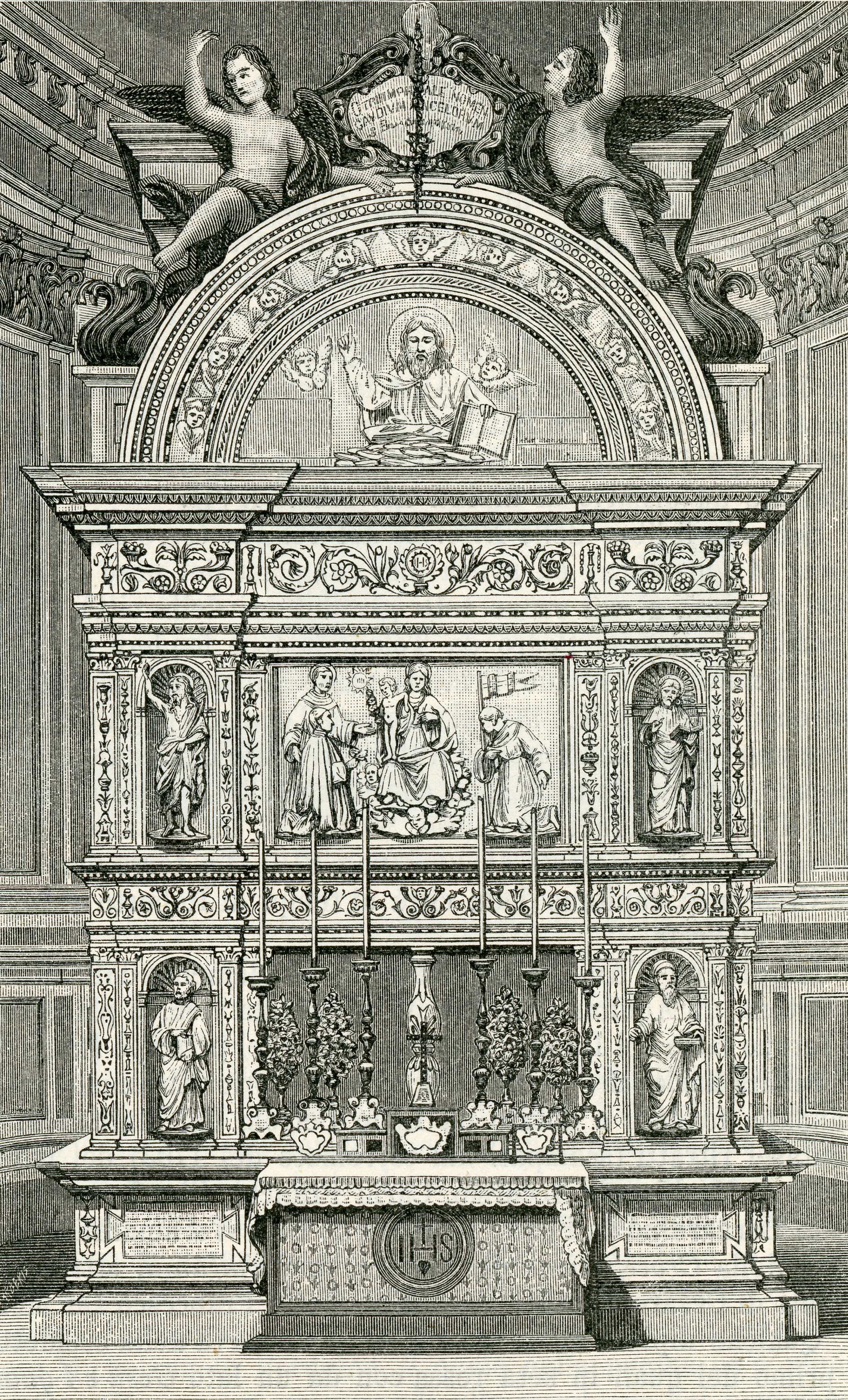
Il mausoleo di San Bernardino in un'incisione ottocentesca

Il terremoto del 1461, che provocò alcuni danni alla costruzione, costrinse all'interruzione dei lavori che ripresero nel 1464 e si protrassero sino alla presunta conclusione del 1472: in quell'anno infatti il corpo di San Bernardino fece il suo ingresso nella nuova basilica per essere posto nella cappella a lui dedicata. In questa prima fase la chiesa presentava una facciata  in laterizio di grande originalità, dotata di portico ed eretta tra il 1465 e il 1468 su progetto di Giacomo della Marca cui si sovrappose un progetto di ampliamento, opera di Silvestro dell'Aquila, che tuttavia — nonostante l'interesse di papa Giulio II — rimase incompleto. Dell'originaria facciata non rimane alcun disegno ufficiale ma si ritiene faccia da sfondo a un San Bernardino da Siena di un ignoto pittore napoletano, conservato nella Domus Vitellia a Roma.
Tra il 1488 e il 1489, su impulso di due dei frati del convento, Francesco e Ambrogio, la basilica venne «sormontata da una cupola che fu la più grande costruzione di questo genere in Abruzzo», le cui dimensioni vennero poi ridotte nella ricostruzione successiva al terremoto del 1703. Si ritiene che essa fosse caratterizzata da una fine pilastratura nervata in stile gotico.
Nello stesso periodo, si lavorò alacremente sull'apparato decorativo interno: sempre al 1488 risale il mausoleo di Maria Pereyra Camponeschi, opera del già citato Silvestro dall'Aquila, che in seguito, tra la fine del secolo e il 1505, realizzò il monumentale mausoleo di San Bernardino. Nel Cinquecento cominciò anche l'edificazione delle cappelle laterali, per opera delle più influenti famiglie aquilane dell'epoca, che affiancarono quella di San Bernardino e di Sant'Alò: nella basilica trovarono così spazio gli Agnifili, di nuovo i Camponeschi, i Fibbioni e i Notar Nanni. Qualche anno dopo, per volere della famiglia Vetusti Oliva, l'edificio venne impreziosito dalla Resurrezione di Andrea della Robbia, mentre nel secolo successivo comparvero dipinti realizzati da Francesco da Montereale, Pompeo Cesura e Francesco Bedeschini. I lavori sulle cappelle gentilizie si protrassero comunque sino almeno alla metà del Seicento.
Nella prima metà del Cinquecento si decise, inoltre, di rimettere mano alla facciata e per realizzarla venne chiamato l'architetto Nicola Filotesio, meglio noto come Cola dell'Amatrice. In essa sono evidenti i richiami a un progetto di Michelangelo Buonarroti per la basilica di San Lorenzo a Firenze, mai realizzato, di cui rimane un modello in legno conservato presso la casa-museo Buonarroti del capoluogo toscano; secondo alcuni storici, il Filotesio avrebbe ricevuto il progetto dallo stesso Michelangelo, secondo altri ebbe semplicemente modo di osservarlo durante un viaggio a Roma nel 1525. I lavori iniziarono proprio nel 1525 e furono completati a scaglioni: nel 1527 venne completato il primo ordine, nel 1540 il secondo e infine nel 1542 la facciata poteva dirsi finita con il completamento del terzo e ultimo ordine.

### Il terremoto del 1703 e la ricostruzione barocca
Nel 1703, la basilica venne, come detto, devastata dal Grande Terremoto che colpì la città. San Bernardino fu tra gli edifici a subire i maggiori danni, con la sola facciata e le mura laterali che rimasero in piedi. La ricostruzione della basilica cominciò qualche anno dopo la catastrofe e cambiò radicalmente volto alla chiesa, non solo per l'apparato decorativo — virato, come nel caso della basilica di Santa Maria di Collemaggio e altre chiese minori, verso lo stile barocco dell'epoca — ma anche per quanto riguarda l'organizzazione spaziale dell'aula.

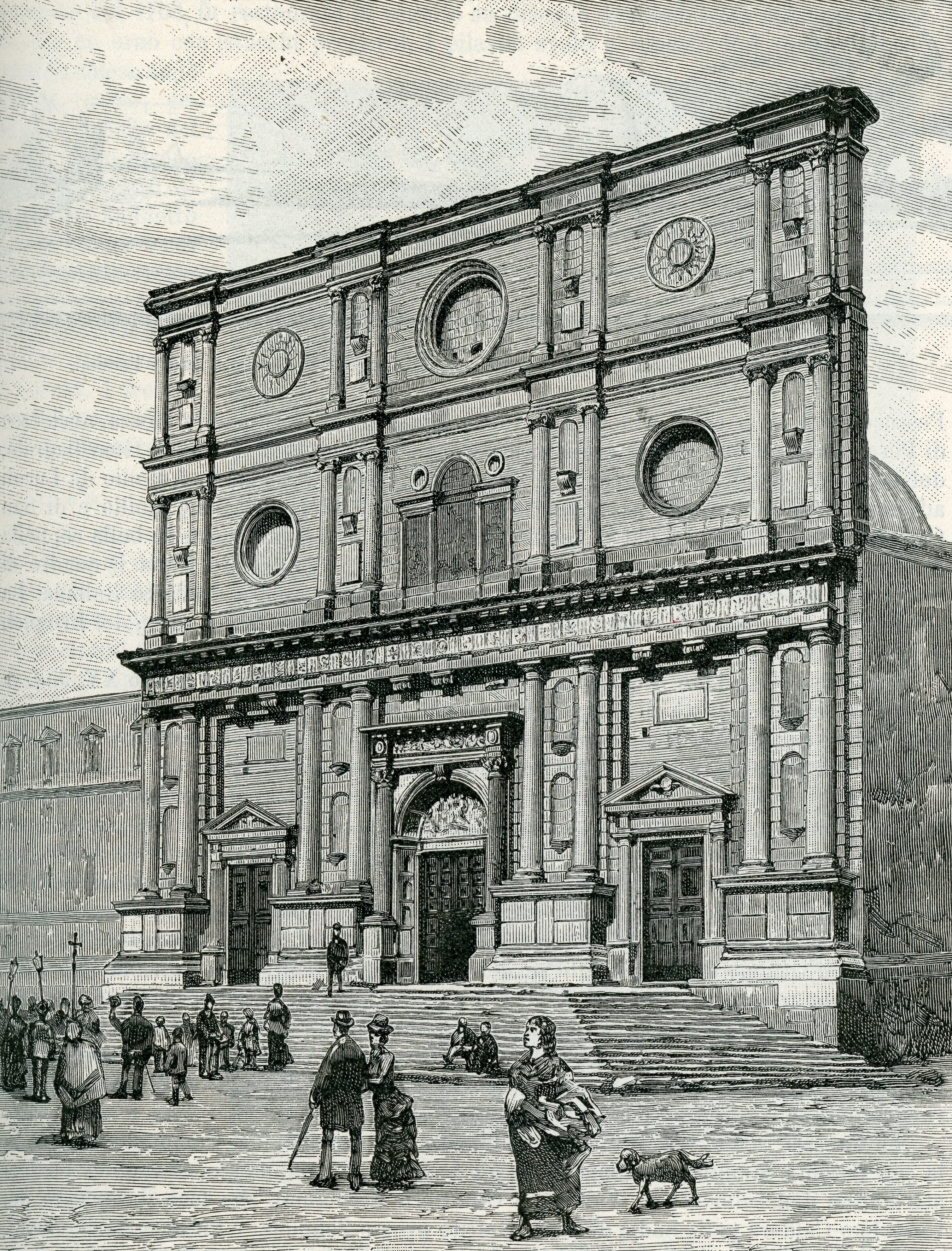
L'esterno della basilica in un'incisione ottocentesca

Nell'aprile del 1707, le famiglie Narducci e Visconti (quest'ultima di origine milanese e trasferitasi in Abruzzo in seguito al sisma) si impegnarono economicamente, dinanzi al notaio Perseo Capulli, nella riedificazione dell'edificio i cui lavori dovettero cominciare durante quell'anno. Rimane sconosciuto il primo progettista, probabilmente locale, cui si deve l'«invenzione architettonica» dell'impianto mentre già dal 1708 è documentato lo scambio epistolare tra i frati e Giovan Battista Contini, noto architetto allievo del Bernini e operante nel Regno Pontificio.
Secondo quanto ipotizzato dal Vicari, e ripreso dall'Antonini, l'architetto romano venne chiamato a supervisionare i lavori e a fornire la propria consulenza nella parte più impegnativa dell'opera, ossia la ricostruzione della cupola: per quest'ultima, il Contini propose inizialmente un'ardita struttura a prisma ottagonale alzata a tutta l'altezza del tamburo, secondo uno schema che poi venne realizzato nella chiesa di Sant'Agostino (1720) ma che fu invece rifiutato a San Bernardino.
Nel 1730, a una prima mano dello sconosciuto aquilano e a quella del Contini, si aggiunse un terzo intervento a cura di Filippo Barigioni — altro noto architetto romano della scuola di Carlo Fontana — che probabilmente si occupò della stabilità della cupola e, soprattutto, del rivestimento delle navate. Infine, va menzionato l'intervento di Sebastiano Cipriani — conterraneo del santo ma operante stabilmente a Roma — cui viene attribuita l'edificazione del portale laterale su Via Verdi; secondo il Vicari, al Cipriani sono riferibili anche la sistemazione dell'attico della navata centrale e quella della cantoria che sorregge l'organo a canne.

### Gli interventi recenti
L'arredamento basilicale, iniziato nel Cinquecento, è proseguito fino ai giorni nostri con la realizzazione di quindici simulacri per la processione del Venerdì Santo, in stile d'avanguardia, opera di Remo Brindisi e di altri artisti. La tradizionale sfilata, d'origine trecentesca, era stata vietata nel 1768 da un editto reale e fu ripristinata solamente nel 1954 su iniziativa dei frati minori del convento di San Bernardino, con inizio proprio dalla basilica.
Tra il 1958 e il 1961 si operò un radicale restauro della facciata, con smontaggio e rimontaggio dei singoli elementi e che consentì una minuziosa operazione di analisi e rilievo della stessa. Nello stesso periodo venne realizzata la fodera in calcestruzzo armato del campanile e del basamento, sempre in calcestruzzo e pietre, che occupò l'intera struttura sino al piano sottostante la cella campanaria, causando anche la perdita dell'originaria scala in pietra.

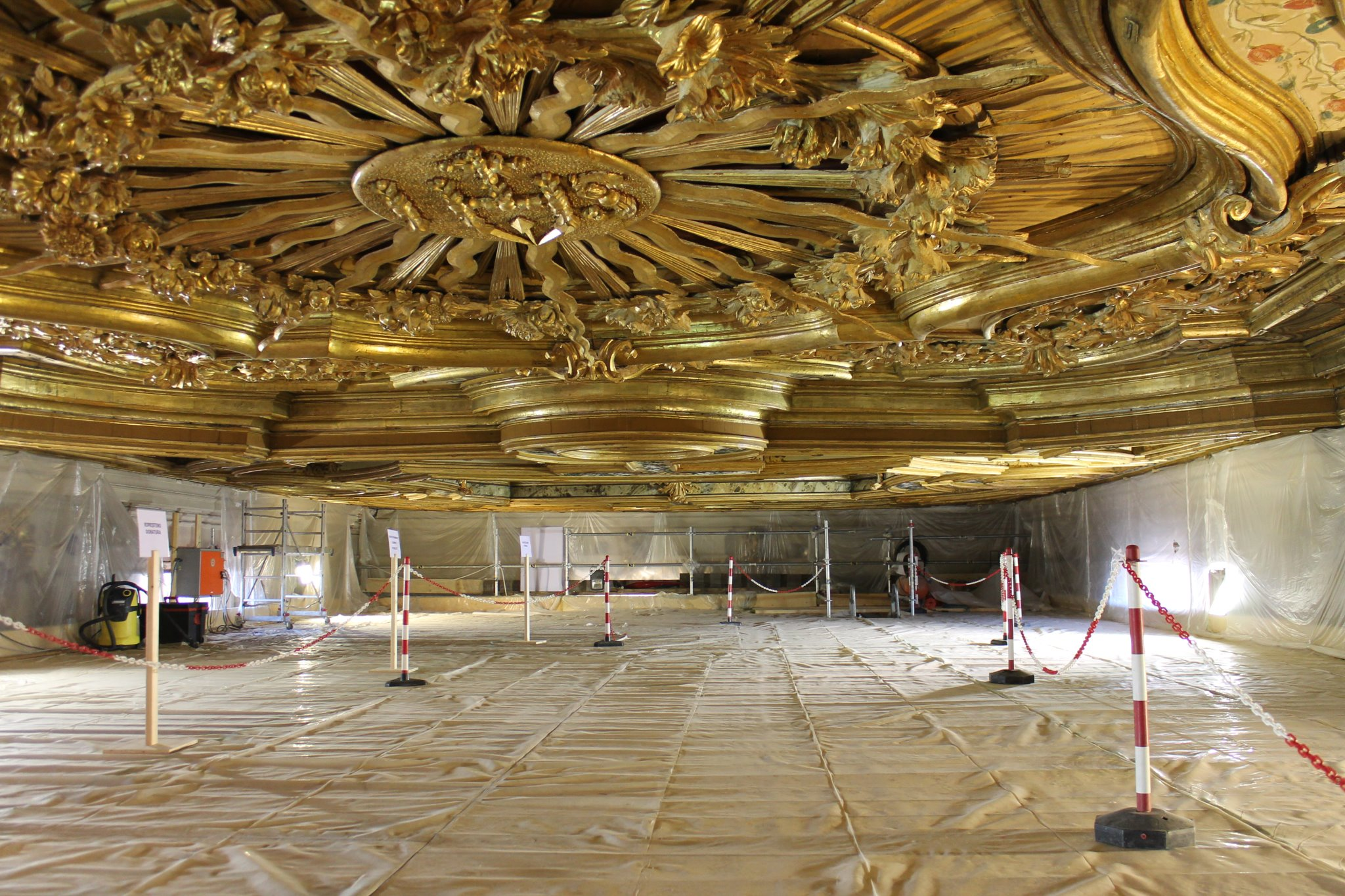
I lavori di restauro al soffitto della basilica dopo il sisma del 2009

Il terremoto del 2009 produsse nuovi danni alla basilica; a farne le spese fu soprattutto la parte absidale dove si registrarono il crollo parziale della torre campanaria e lesioni di grave entità sul tamburo della cupola. Si riscontrarono inoltre evidenti fessurazioni dell'apparato lapideo della facciata.
A una prima fase di messa in sicurezza della struttura, sono seguite le operazioni di restauro che si sono inizialmente concentrate sulla navata centrale — e in particolare la ricostruzione della cupola, il restauro del soffitto ligneo e il consolidamento delle pareti longitudinali —, riaperta al pubblico il 2 maggio 2015. Per quanto riguarda il campanile, è stato operato un censimento e una raccolta del materiale lapideo originario, ricollocato poi minuziosamente in loco con la tecnica dell'anastilosi; all'interno della torre campanaria è stata inoltre inserita una cella in acciaio per consentire il consolidamento statico della struttura.
Nel 2017 è stato quindi completato il restauro della cappella e del mausoleo di San Bernardino, tornato a ospitare le spoglie del Santo nell'anniversario della sua morte. Nello stesso anno è stata nuovamente resa visibile al pubblico la Crocifissione di Rinaldo Fiammingo, posta nella cappella maggiore e le cui operazioni di smontaggio avevano riportato alla luce un precedente affresco del XV secolo.

## Descrizione
Insieme alla basilica di Santa Maria di Collemaggio, eretta nel XIII secolo per volere di papa Celestino V, San Bernardino fu il primo monumento cittadino a suscitare interesse al di fuori del circondario abruzzese, per arrivare a una sfera nazionale e transnazionale. Detto fenomeno è dovuto certamente alla notorietà del santo toscano, ma anche al coinvolgimento, nelle fasi costruttive, di personalità influenti della vita religiosa — tra cui due pontefici, Niccolò V e Giulio II — e, soprattutto, artistica dell'epoca.
La chiesa ha una lunghezza complessiva di 100,50 m, superiore a quella di tutti gli altri edifici religiosi aquilani compresa la basilica di Santa Maria di Collemaggio (circa 94,00 m); per dimensioni e monumentalità, San Bernardino è ancora oggi considerato il più importante edificio religioso della città.

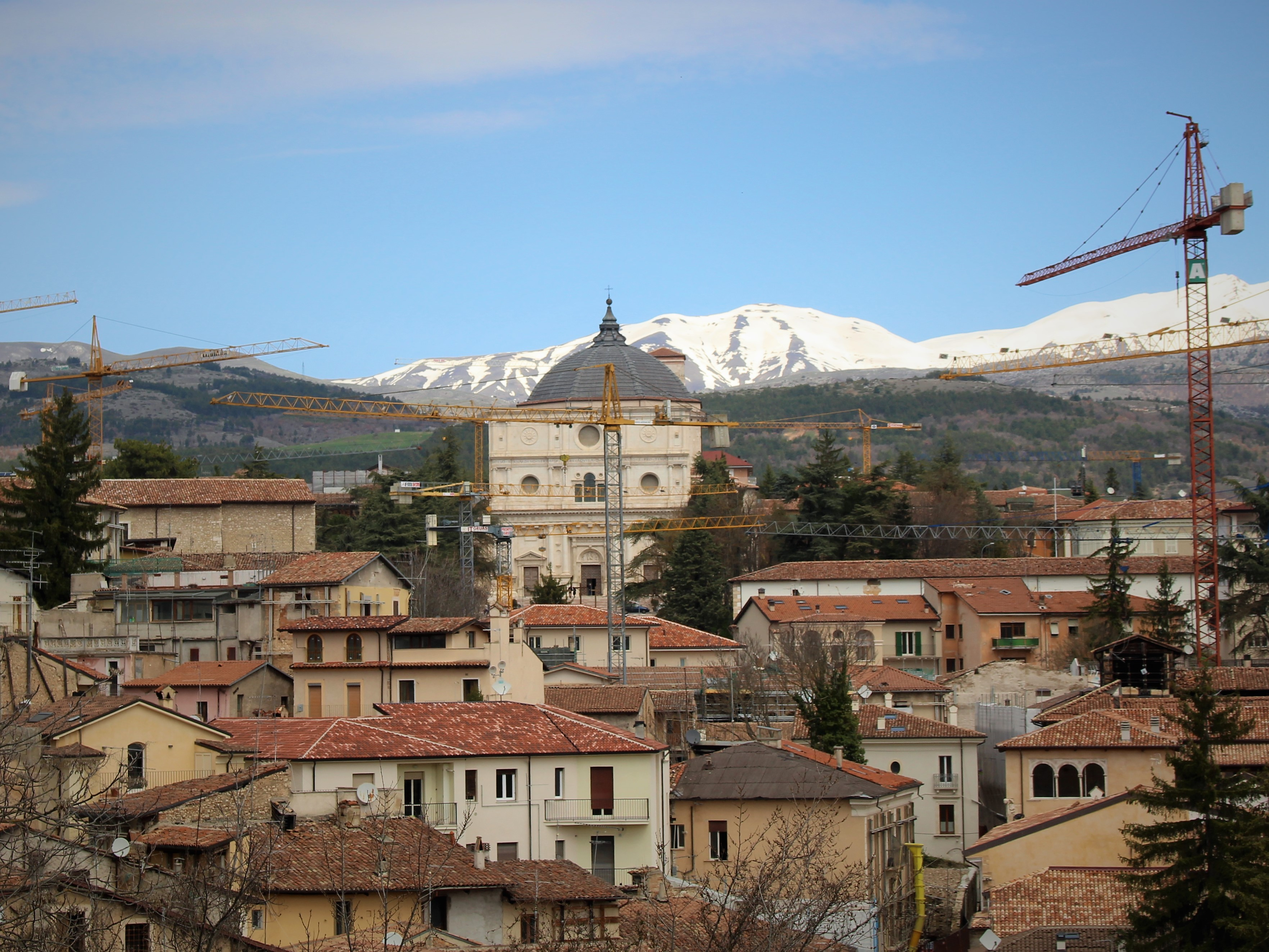
I volumi della basilica svettano sul quarto di Santa Maria

### Esterno
L'esterno della basilica manifesta un definitivo allontanamento  — rilevatosi una prima volta nella realizzazione della facciata della chiesa della Beata Antonia — dai canoni stilistici della scuola aquilana che aveva caratterizzato l'architettura religiosa cittadina medievale.
Il rivestimento esterno quattrocentesco, che sopravvive nella parte basamentale della cupola e nella struttura della torre campanaria, appare decisamente semplicistico nonostante la larga disponibilità economica del committente; è tuttavia possibile che questi apparecchi facciano riferimento non al rivestimento originario della basilica ma già al primo rifacimento successivo al terremoto del 1461.
Alla sobrietà dei rivestimenti, si oppone un monumentalismo delle complesse volumetrie dell'edificio e del suo impatto architettonico-urbanistico. Le forme esterne riprendono l'articolazione degli spazi interni con il predominio di una salda direttrice longitudinale (l'involucro della basilica) da cui si propagano forze centrifughe derivanti dalla presenza delle cappelle laterali, dal campanile e soprattutto dalla cupola; l'insieme architettonico è prettamente rinascimentale, nonostante la presenza di alcuni elementi tardo gotici.

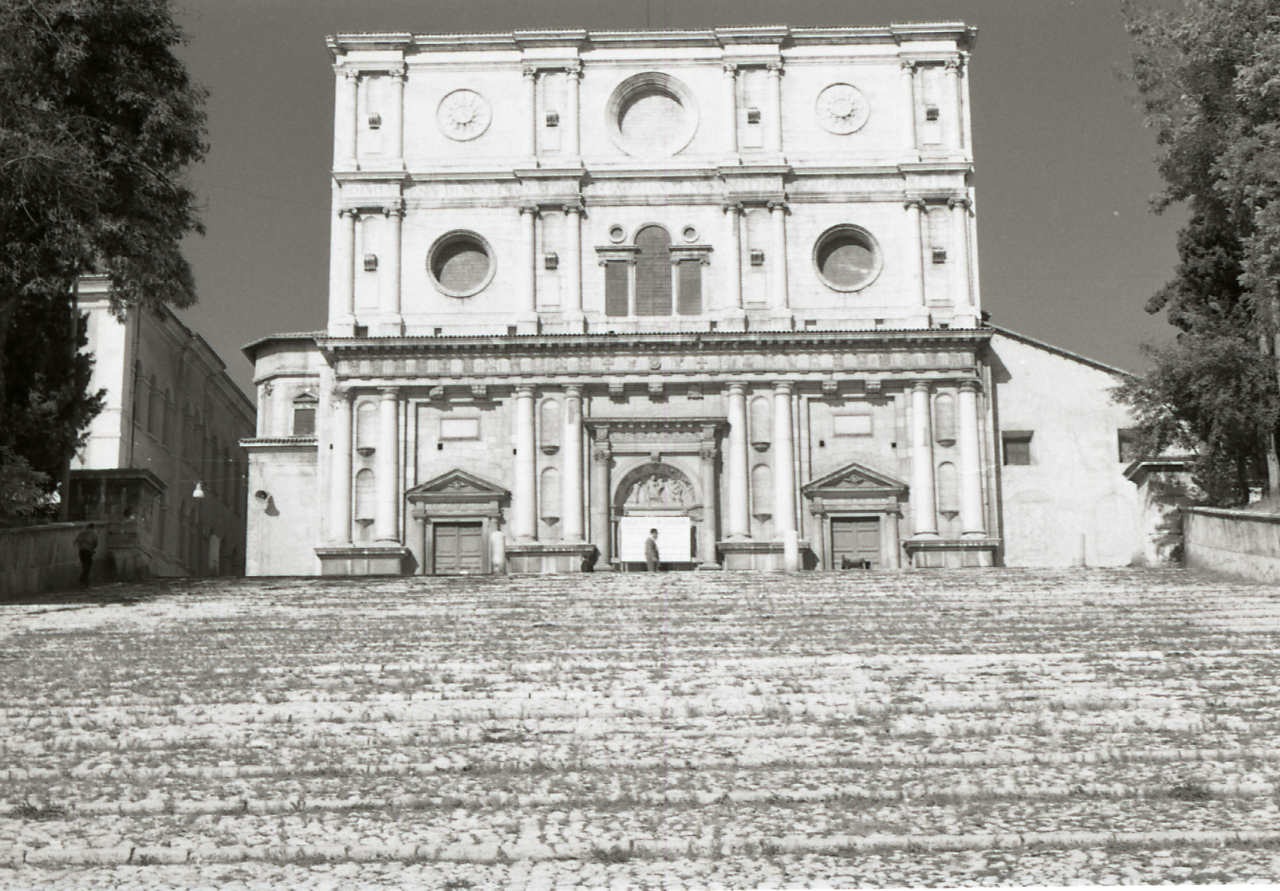
La scalinata monumentale e la facciata della basilica in una fotografia d'autore di Paolo Monti (1969)

I crolli e i numerosi rifacimenti hanno modificato le dimensioni originarie della struttura senza alterarne sensibilmente le proporzioni tipicamente rinascimentali, minuziosamente descritte — un fatto senza uguali per ciò che riguarda le chiese aquilane — sia da Girolamo Pico Fonticulano sia da Salvatore Massonio. In particolare, la Decrittio di sette città illustre d'Italia del Fonticulano riporta per San Bernardino una lunghezza complessiva di 50 canne, una larghezza di 15 e un'altezza (del campanile, tolta la cuspide) di 24; dall'attuale differisce pertanto in maniera marcata solamente la torre campanaria che nel Quattrocento era caratterizzata da due piani di bifore e di cui oggi sopravvive il primo.

#### Scalinata monumentale
La basilica s'innalza al culmine di una monumentale scalinata che costituisce l'unione urbana tra la medievale Via Fortebraccio (in basso) e l'asse rinascimentale di Via San Bernardino (in alto), superando un dislivello di circa 20 metri. La gradinata è fiancheggiata da sei edicole, ciascuna omaggio di una delle sei famiglie che contribuirono alla realizzazione dell'edificio, vale a dire i Bonanni, i Cappa, i D'Andrea, i Dragonetti, i Manieri e i Rivera.

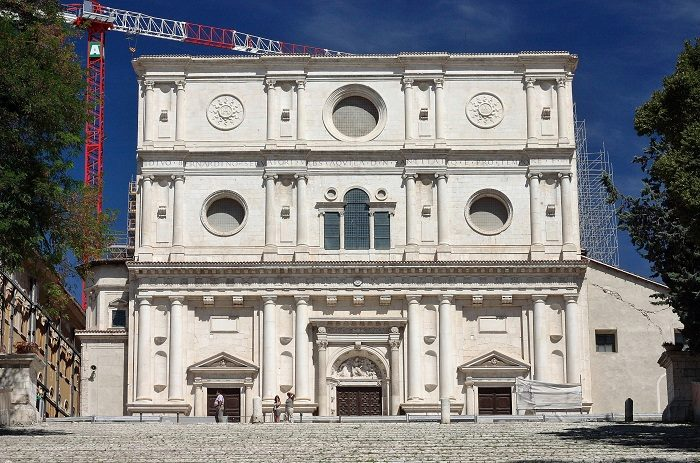
La facciata di Cola dell'Amatrice

La scalinata è lunga 68 metri e larga 30; è suddivisa in quattro rampe da dieci gradoni ciascuna intervallate da tre gradoni maggiori, in corrispondenza delle edicole. Alle estremità vi sono quattro torrette quadrangolari. In basso si apre una piazza triangolare nota con il nome di Piazza Bariscianello da cui si ha una vista scenografica sulla facciata di Cola dell'Amatrice.
Il fronte basilicale è anticipato da una seconda scalinata minore, di quindici gradini — in mattoni disposti a spina di pesce e cordoni lapidei rivestiti di patina dorata — che eleva l'edificio rispetto alla Via San Bernardino e ne costituisce il sagrato; da qui, grazie alla sottostante gradinata, si ha una vista panoramica su Via Fortebraccio e sull'intero quarto di Santa Giusta, oltre che sul gruppo montuoso di Monte Ocre-Monte Cagno e sull'intera catena del Sirente-Velino.

#### Facciata
La facciata viene considerata la massima espressione dell'architettura rinascimentale in Abruzzo e tra le più ragguardevoli in Italia. Costituisce l'opera maggiore di Cola dell'Amatrice, che qui sintetizza influenze fiorentine, urbinate e romane, e rappresenta uno dei primi esempi d'impiego dei triglifi dorici. Si ritiene che l'architetto si sia ispirato a un progetto mai realizzato di Michelangelo per la basilica di San Lorenzo a Firenze, di cui oggi rimane solo un modellino in legno custodito nella casa-museo Buonarroti; i lavori si svolsero in varie fasi, dal 1525 al 1542.
Si presenta quasi quadrata a coronamento orizzontale, con dimensioni di 30 metri in larghezza e 28 in altezza.

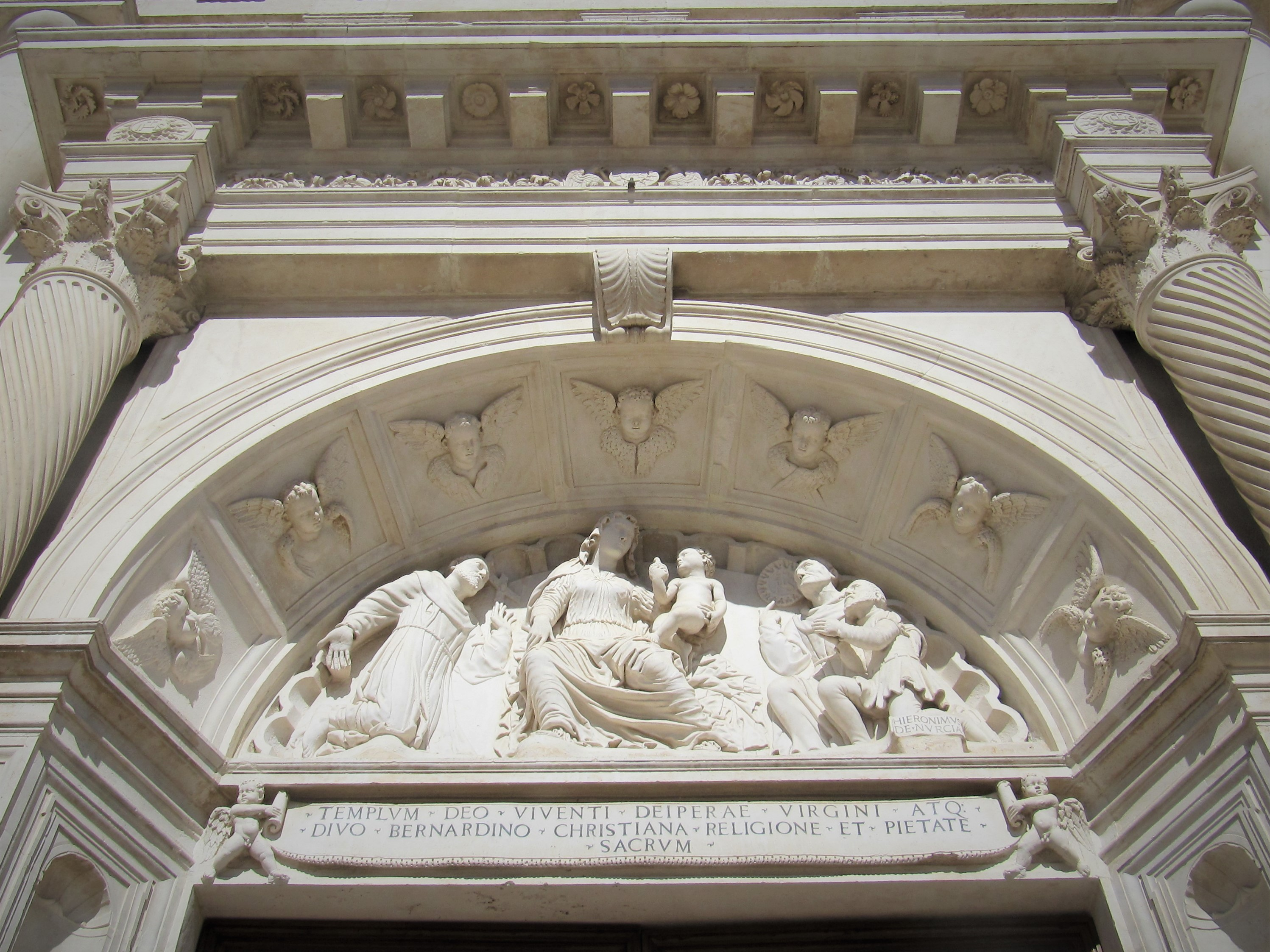
Il portale principale [n. 1]

Come nello schema delle chiese aquilane, si suddivide in tre ordini, ciascuno dotato di una massiccia trabeazione e sorretto da quattro coppie di colonne, dall'alto verso il basso in stile dorico, ionico e corinzio. Il primo ordine, più alto dei successivi, venne completato nel 1527 ed è a sua volta suddiviso in tre parti con portoni, dei quali il più importante è il portale principale [n. 1] al centro; questo si presenta incassato tra due ulteriori coppie di colonnine scanalate a spirale con volta lunettata recante l'altorilievo Madonna col bambino tra i Santi Francesco e Bernardino che presenta il devoto Girolamo da Norcia, probabilmente della scuola di Silvestro dell'Aquila, sotto mezzo giro di cherubini e tra vari e raffinati motivi floreali. Il portale si rifà al modello quattrocentesco elaborato da Leon Battista Alberti reinterpretando lo schema dell'arco trionfale. L'architrave che divide il primo e il secondo ordine è anch'essa particolarmente ricca, con triglifi e metope recanti simboli cristiani.
I successivi due ordini, completati rispettivamente nel 1540 e nel 1542, presentano alternati tre finti rosoni, due medaglioni con l'emblema bernardiniano e una trifora serliana, quest'ultima probabilmente successiva alla ricostruzione settecentesca. Nell'architrave che divide il secondo e il terzo ordine è incisa la dedica al tempio:
DIVO BERNARDINO SERVATORI URBS. AQUILA D.N. SANCTITATE Q. E PRO TEMPORE F.
Sotto la cornice dello spigolo sinistro è invece la firma dell'architetto e la data di conclusione della prima fase di lavori.

#### Fronti laterali
Dei fronti laterali rimane scoperto il solo prospetto di sinistra — che si sviluppa lungo la via dedicata a Giacomo della Marca, ideatore della basilica — e l'area retrostante l'abside, collocata tra Piazza del Teatro e Via Vittorio Veneto, entrambi in muratura e ricostruiti in epoca settecentesca.

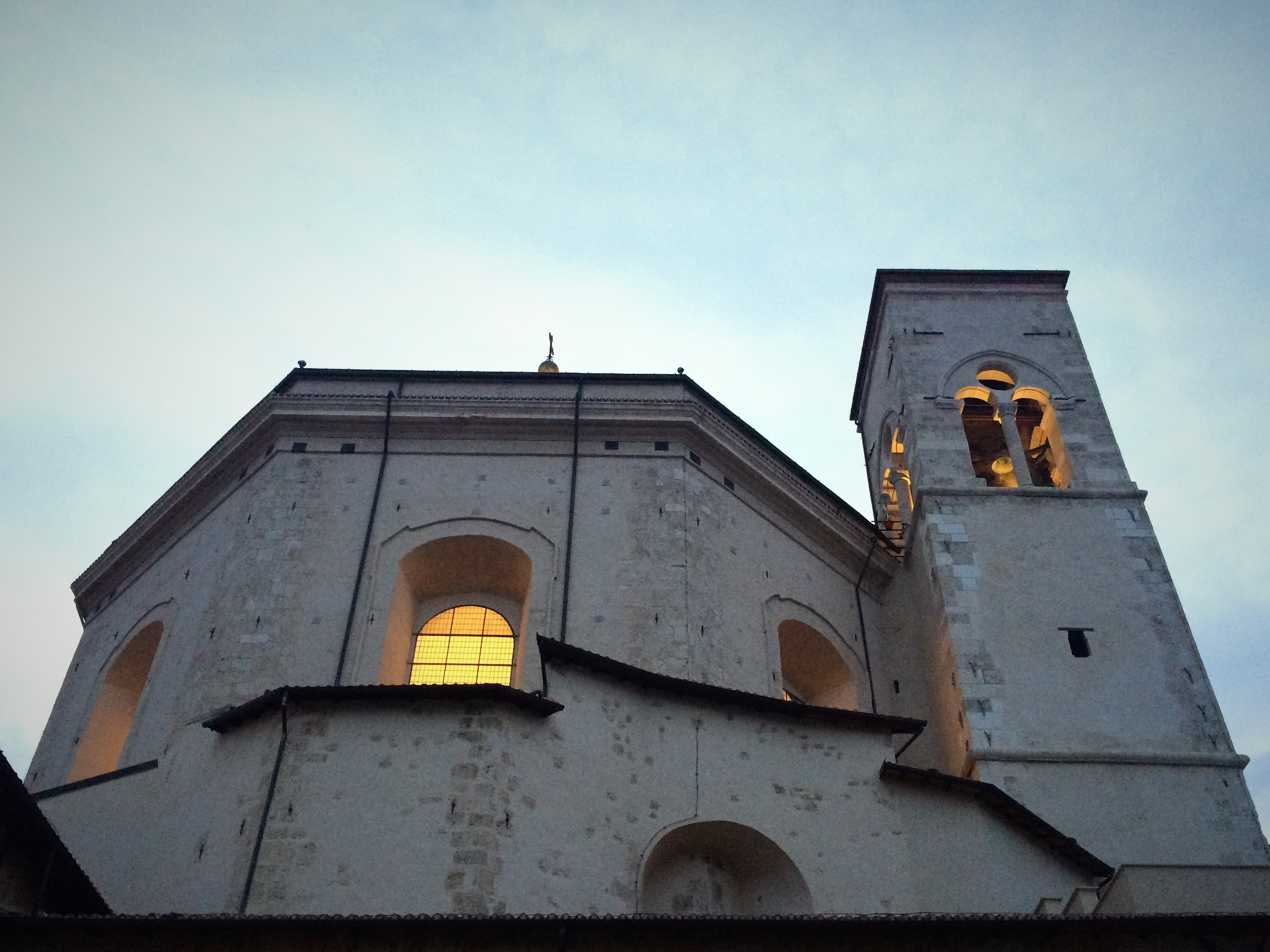
La visuale di cupola e campanile dal chiostro del convento

Sul fianco sinistro, in corrispondenza del terminale di Via Verdi, è presente un portale laterale in pietra realizzato in seguito al terremoto del 1703 per opera di Sebastiano Cipriani; si tratta di una bucatura di forma rettangolare caratterizzata da un ricco impalcato di colonne e lesene e contornata da un fastigio a cornice spezzata. Su Via Vittorio Veneto è invece l'antico portale d'accesso al convento.

#### Torre campanaria
Il campanile si colloca sul fronte destro della basilica, a nord della cupola e a est della cappella maggiore. Venne realizzato nel XV secolo, contemporaneamente all'edificazione della basilica, e nella sua conformazione originaria prevedeva un doppio ordine di bifore su quattro fronti, coperto da un tetto a guglia la cui altezza —  secondo il Fonticulano, pari a 24 canne, ovvero a circa 51 metri — superava quella della cupola; la torre venne poi ribassata di un ordine in seguito al terremoto del 1703, probabilmente a causa di un crollo. Dopo il sisma del 2009 si è reso necessario un nuovo intervento di ricostruzione.
All'interno della torre campanaria sono collocate cinque campane, fuse in momenti diversi tra il XVII e il XX secolo, ancorate a una struttura di sostegno (il castello delle campane) che ne consente l'oscillazione; questo è collegato a un computer che lo attiva secondo programma.

### Interno

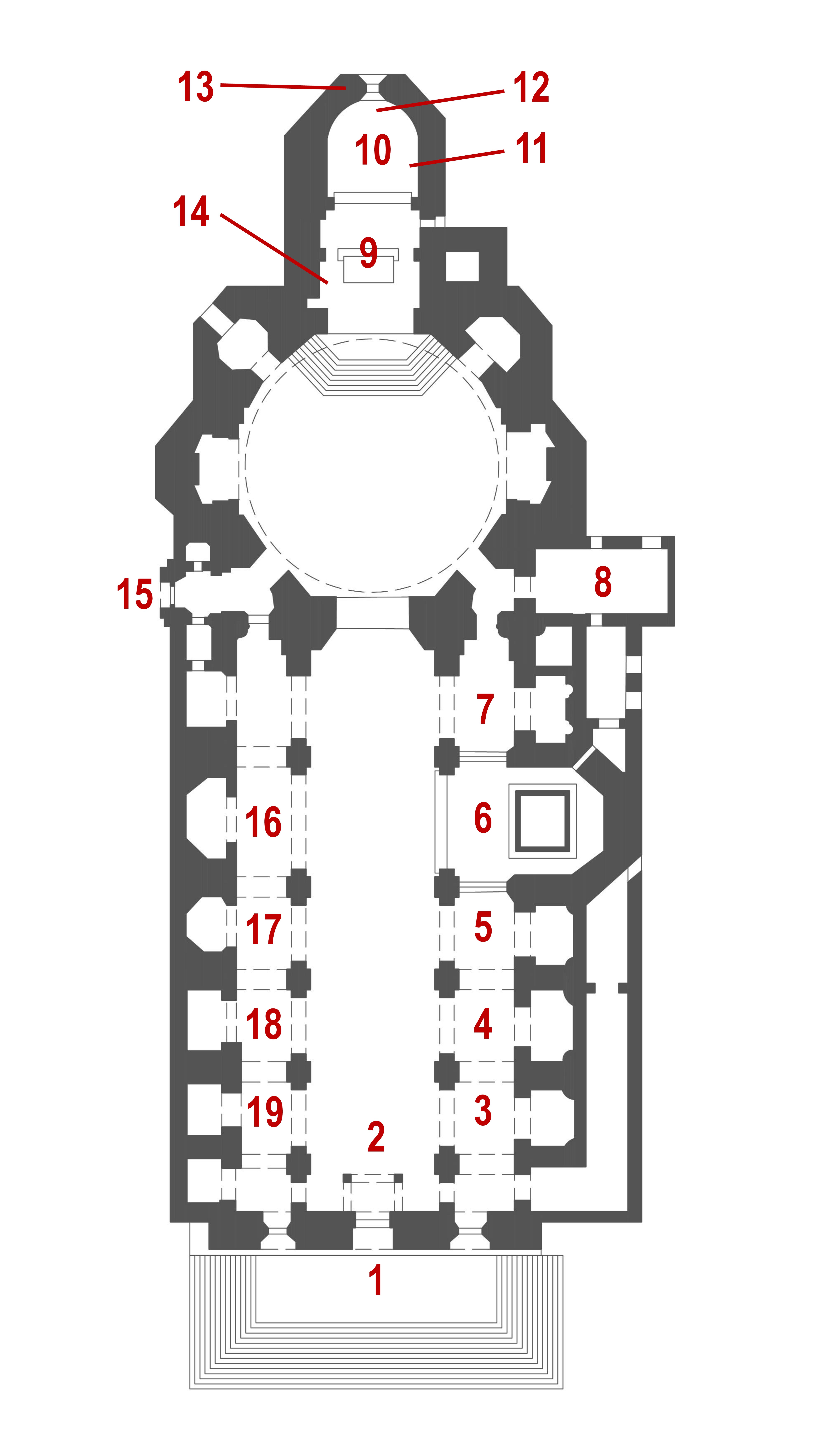
Planimetria della basilica con indicazione delle principali opere ed elementi architettonici

La basilica presenta un impianto unico nell'ambito dell'architettura religiosa aquilana, dovuto alla sovrapposizione di un corpo a pianta centrale e uno a pianta longitudinale. Tradizionalmente, detta singolarità viene collegata alla posizione della tomba di San Bernardino, la cui collocazione originaria era probabilmente prevista esattamente al centro dell'edificio, sotto la cupola. Secondo il Chierici, invece, una pianta così inusuale sarebbe dovuta a un'ottimizzazione dell'attività oratoria con le grandi navate che avrebbero costituito di fatto una «piazza coperta» destinata a ospitare i visitatori mentre la cupola avrebbe avuto la funzione di cassa di risonanza.
Il riferimento principale di un complesso architettonico così particolare sembra essere Santa Maria del Fiore a Firenze, già individuato dal Gavini anche nella funzione simbolica di omaggio dell'origine toscana del santo; le similitudini tra i due impianti sono notevoli così come intensi erano, nel XV secolo, i rapporti tra le due città, collocate lungo la Via degli Abruzzi che all'epoca costituiva una tra le più importanti arterie commerciali d'Europa. Di discreta importanza parrebbe essere anche l'influenza di alcune costruzioni gotiche come il Duomo di Siena e, in ambito regionale, la chiesa di Santa Maria Maggiore di Lanciano.
È da rimarcare tuttavia che, a differenza della cattedrale fiorentina, in San Bernardino è maggiormente evidente una gerarchizzazione dei due corpi, con quello a pianta centrale che manifesta una maggiore importanza e monumentalità rispetto alle navate prospicienti, a loro volta spazialmente autonome come un secondo sagrato. Il Gavini fa notare che questo dualismo, già presente nell'impianto quattrocentesco, è stato poi ulteriormente esaltato nella ricostruzione settecentesca, soprattutto mediante un sapiente uso del complesso apparato decorativo, bilanciato in modo da accentuare l'identità centrica della basilica.
A un'analisi più accurata è possibile suddividere la chiesa in quattro diversi spazi: l'asse longitudinale formata dalle tre navate, l'asse trasversale in corrispondenza del mausoleo di San Bernardino, il grande vano cupolato e la chiesa absidale con l'altare maggiore; è in particolare questa chiesa trasversale, che crea una vistosa interruzione nella continuità delle arcate della navata, a impersonare ancora oggi la parte più caratteristica e originale della struttura, resa ancor più monumentale dalla presenza del sepolcro del santo.
L'asse longitudinale è caratterizzato da una varietà — in termini di forme e monumentalità — di cappelle laterali, realizzate per lo più nel Cinquecento. Secondo il Del Bufalo, è possibile che il progetto originario prevedesse esclusivamente cappelle semiottagonali — come le due collocate nella navata sinistra e dedicate alle famiglie Camponeschi e Fibbioni — sul modello della basilica di Santa Maria del Popolo a Roma. Con le distruzioni dovute al terremoto del 1703, le cappelle vennero ricostruite in maniera difforme dall'originale perdendo così la dinamica spazialità rinascimentale.

#### Navata centrale

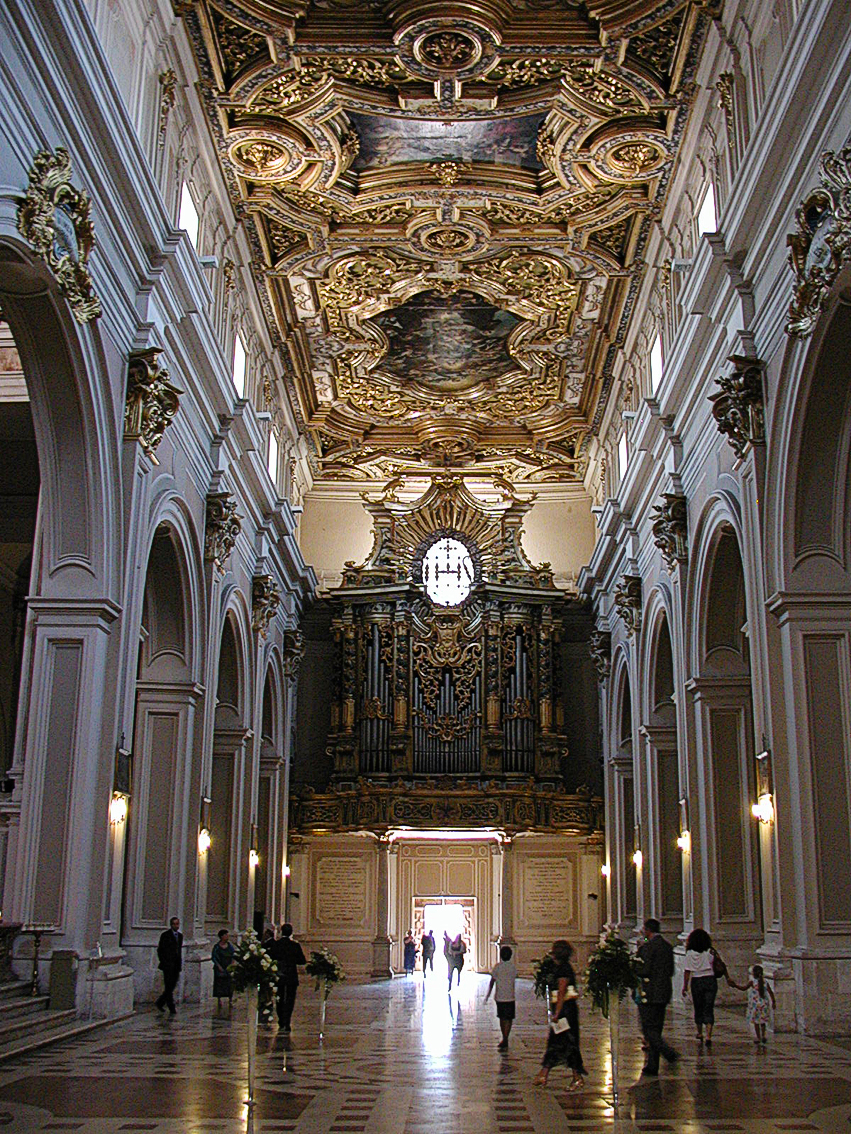
Vista della navata centrale con il soffitto dorato di Ferdinando Mosca

All'ingresso nella basilica dal portone principale [n. 1], si accede direttamente allo spazio della navata centrale. Questa mantiene l'aspetto assunto definitivamente nel 1730, al termine dei lavori di ricostruzione della basilica successivi al terremoto dell'Aquila del 1703 che ne aveva provocato il crollo quasi completo. Nella pavimentazione originaria rinascimentale sono incassate, ai lati dell'ingresso, due pietre tombali risalenti al XV secolo: quella di sinistra è dedicata a Francesco Luculli, fatto torturare e uccidere da Alfonso V d'Aragona in quanto consigliere di Pietro Lalle Camponeschi.
Lo spazio della navata centrale è il più importante in termini dimensionali dell'intera basilica ed è caratterizzato da un fastoso soffitto a cassettoni in legno intagliato e ornato di oro zecchino, realizzato da Ferdinando Mosca tra il 1723 e il 1727. In esso, sono incastonati tre dipinti di Girolamo Cenatiempo (L'Assunta con i Santi Bernardino e Giovanni da Capestrano e due episodi della vita del santo) oltre a un grande emblema del Cristo e alla smagliante raggiera con il trigramma bernardiniano; quest'ultimo è lavorato superficialmente con i ceci di Navelli, decorati in modo da ottenere un effetto chiaroscuro.
I massicci pilastri della navata principale derivano la loro conformazione dal ringrosso settecentesco operato sui piedritti originali d'epoca rinascimentale che ancora costituiscono il cuore dell'elemento strutturale; nel restauro successivo al terremoto del 2009 è stata operata una cerchiatura con fasce d'acciaio per garantire un collegamento tra la parte più antica del pilastro e quella più moderna. Il primo pilastro a destra sorregge un'acquasantiera del XIV secolo.

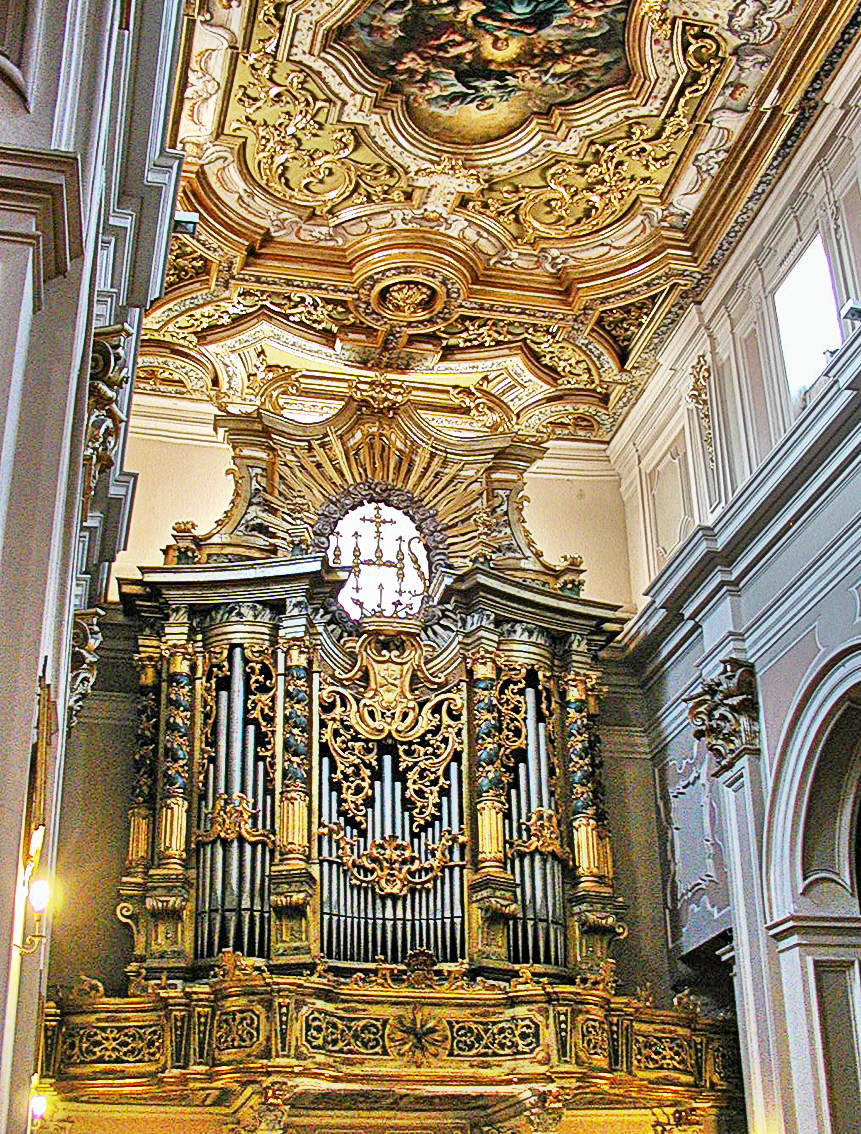
L'organo maggiore [n. 2]

##### Organo maggiore
Due pilastrini aggiuntivi, posti direttamente all'ingresso nella basilica, sorreggono il maestoso organo a canne [n. 2] che occupa quasi interamente la controfacciata dell'edificio. È anche chiamato organo maggiore per distinguerlo da un secondo organo, di dimensioni e rilevanza più modesta, posto dietro l'altare maggiore.
L'organo è stato realizzato nel 1725 da Feliciano Fedeli, artista organaro di Rocchetta di Camerino; è collocato in una cantoria in muratura con fronte curvilineo in stile barocco, a sua volta inserita in una cassa di risonanza in legno finemente intagliato e decorato, opera di Ferdinando Mosca. La facciata della cassa presenta un profilo tripartito, suddiviso da lesene tortili sormontate da capitelli corinzi con decorazioni floreali. Le canne complessive sono trentuno, diciassette nel settore centrale e sette in ognuno dei due settori laterali, disposte a cuspide. Le trombe alla base sono en chamade cioè poste orizzontalmente, caratteristica rarissima nel panorama degli organi a canne italiani.

#### Navata destra
Sul fianco destro sono collocate cinque cappelle. La prima di esse è la Cappella Vetusti Oliva [n. 3] che occupa in realtà il secondo quadrante poiché il primo conduce a degli ambienti di servizio. Vi è collocata la pala in terracotta invetriata, bianca su sfondo azzurro, contenente la Resurrezione, Incoronazione di Maria e quattro santi (1495-1500), opera dello scultore fiorentino Andrea della Robbia su commissione della famiglia Vetusti Oliva; in essa si riconoscono ben ventotto figure. Nella predella sono l'Annunciazione, l'Adorazione del Bambino, l'Epifania e la Presentazione di Gesù dello stesso artista.
Proseguendo, s'incontra la Cappella di Notar Nanni [n. 4]. All'interno della nicchia è collocata la Madonna con bambino in trono (1490-1495), scultura lignea realizzata da Silvestro dell'Aquila. L'impianto dell'opera ricalca quello della precedente e omonima Madonna collocata nella chiesa di Santa Maria in Platea a Campli (TE); particolare della Madonna bernardiniana è lo spillone con testa a forma di cherubino collocato nella veste della donna e poi riproposto in altre sculture mariane dell'artista.
La Cappella Ciampella occupa il terzo quadrante [n. 5]. Dietro l'altare è collocata la pala con l'Adorazione dei pastori (1566) di Pompeo Cesura con evidenti influenze raffaellesche, considerata il capolavoro dell'artista aquilano.
Il quarto quadrante è occupato dalla Cappella del Santo, mentre il quinto dalla cappella della famiglia Dragonetti de Torres [n. 7]. Al suo interno sono presenti la Conversione di San Paolo, su tela del XVIII secolo, e la tomba con epigrafe del vescovo Giacinto Dragonetti; dalla cappella è inoltre possibile accedere alla cripta sottostante la Cappella del Santo.

##### Mausoleo di San Bernardino
(Keppel Richard Craven, Viaggio attraverso l'Abruzzo e le province settentrionali del Regno Napoletano, 1837)

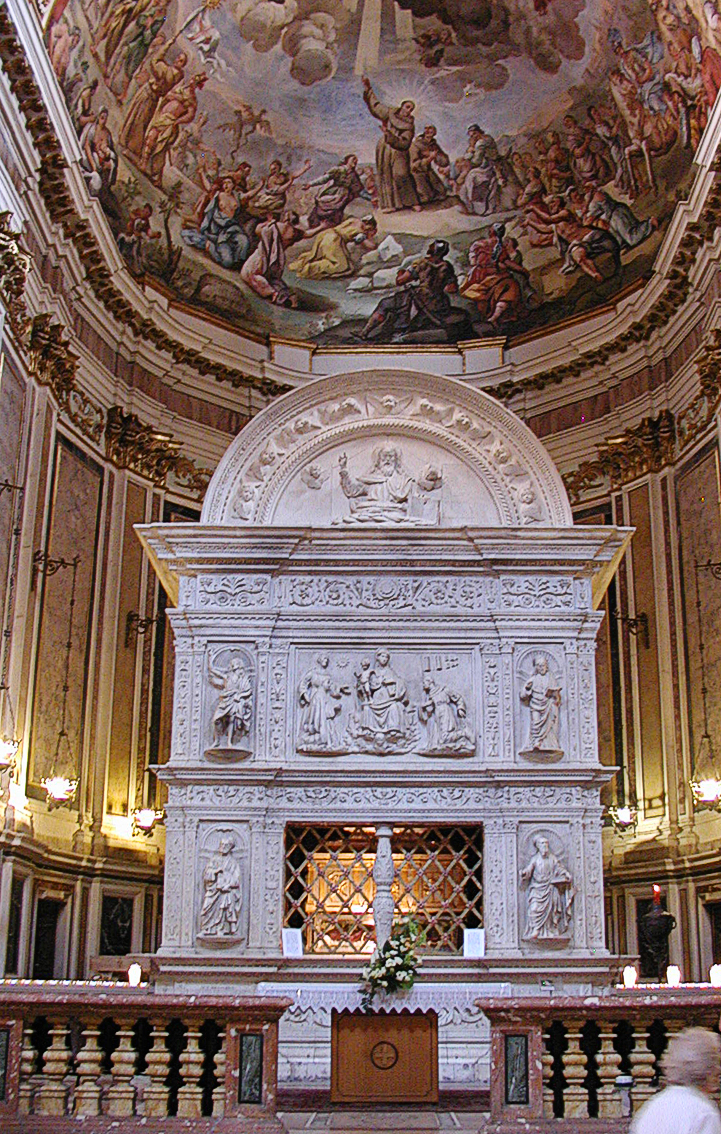
Il mausoleo di San Bernardino, opera di Silvestro dell'Aquila [n. 6]

La Cappella del Santo è la quarta del fianco destro [n. 6]; in essa è collocato il mausoleo di San Bernardino, in posizione rialzata rispetto alle navate.
I lavori sulla cappella cominciarono nel 1458 quando ancora la tomba del Santo era prevista al centro della basilica. Successivamente il sepolcro — trasferito nell'edificio nel 1472 dalla chiesa di San Francesco — venne collocato nella cripta che divenne ben presto inadeguata ad accogliere la mole di pellegrini che vi giungevano in visita. Si decise quindi di realizzare un apposito mausoleo, anche grazie al noto mercante Jacopo di Notar Nanni che ne commissionò a sue spese l'opera a Silvestro dell'Aquila già autore, nella stessa basilica, del mausoleo di Maria Pereyra Camponeschi.
Il mausoleo vide la luce tra il 1489 e la fine del secolo; venne poi terminato nel 1505, un anno dopo la morte di Silvestro dell'Aquila, da Salvato di Girolamo Romano e Angelo d'Arischia, suoi allievi. L'opera è una grande arca su base quadrata, in pietra rivestita di marmo, ed è caratterizzata da quattro massicci pilastri angolari che sorreggono una trabeazione, a sua volta coronata da un arco lunettato. Il fronte principale si presenta suddiviso in due ordini:  in quello inferiore, un'apertura rettangolare bipartita con un'esile colonnina permette la vista sul sepolcro mentre in quello superiore si trova una Madonna con bambino tra San Bernardino e Jacopo di Notar Nanni e infine, nella lunetta, è raffigurato il Padre Eterno circondato da mezzo giro di cherubini. Nei pilastri sono inserite le statue dei Santi Pietro e Paolo, di San Giovanni Battista e di San Giovanni Evangelista mentre nel basamento vi sono due epigrafi sulla storia del monumento.
Analogamente, nel fronte posteriore si ha un ordine inferiore similare a quello principale, un ordine superiore con la Vita di San Bernardino e la storia della basilica e una lunetta con il Cristo uscente dal sepolcro; nelle nicchie laterali si trovano le statue di San Francesco, Sant'Antonio da Padova, San Sebastiano e Santa Caterina d'Alessandria.
Il corpo di Bernardino da Siena è collocato in un'urna lignea argentata e dorata realizzata nel 1799 da Giuseppe Mantini di Mantova. La volta della cappella è decorata con la Predica di san Bernardino con i santi Giovanni da Capestrano e Giacomo della Marca di Girolamo Cenatiempo.

#### Cupola
Al termine della navata destra, prima dell'ingresso alla cupola, un vano trapezoidale introduce a destra alla sagrestia [n. 8]. La volta si presenta interamente affrescata con la Santissima Trinità e i Santi, opera del 1738 del pittore teatino Donato Teodoro. Dalla sagrestia si può accedere direttamente al convento adiacente alla basilica.
Si accede quindi al vano della cupola, realizzata con calotta a spicchi su pianta ottagonale. Venne completamente ricostruita in seguito ai crolli del terremoto del 1703, per opera probabilmente di Giovan Battista Contini — che fornì la sua consulenza tecnica ed elaborò un primo progetto, rifiutato —, di Filippo Barigioni e d'un terzo personaggio locale, rimasto sconosciuto. La cupola attuale, seppur presentando un'altezza diminuita a quella dell'originale quattrocentesca, mantiene le stesse ragguardevoli dimensioni che la classificano come la più grande costruzione del genere in Abruzzo. In basso, frontalmente alle navate minori, si aprono quattro cappelle; nella seconda di destra sono presenti resti di affreschi del XV secolo relativi alla prima edificazione della basilica.

#### Cappella maggiore

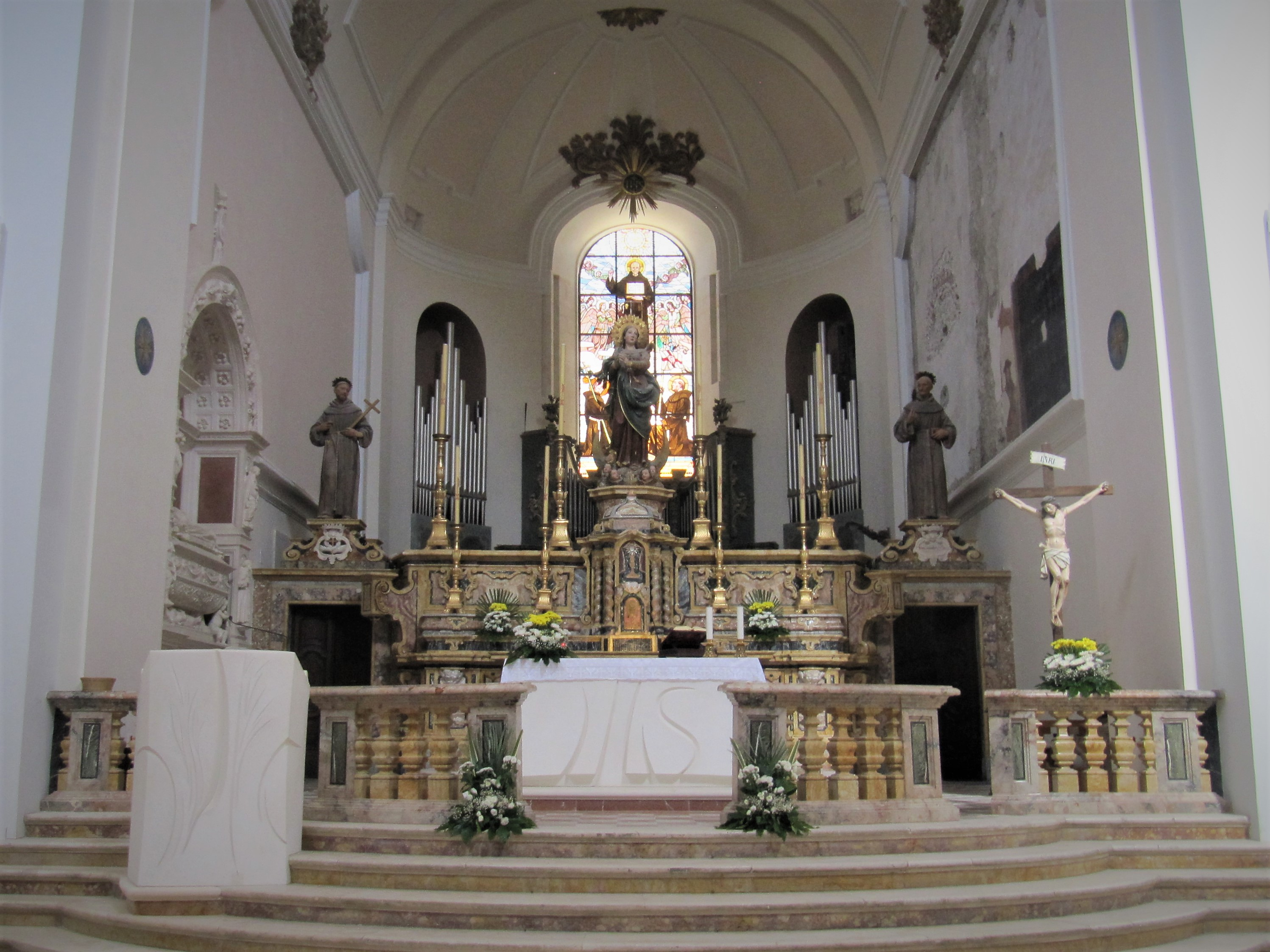
La Cappella maggiore con al centro l'altare [n. 9], dietro il quale si intravede la vetrata istoriata [n. 13

Dalla cupola si entra infine nella Cappella maggiore che costituisce l'abside della basilica. Al centro, in posizione elevata, è il grande altare maggiore [n. 9] in marmo realizzato da Donato Rocco Chicchi di Pescocostanzo; in basso, ai lati le statue di San Bernardino e San Francesco, opera di un allievo di Silvestro dell'Aquila e nel mezzo la settecentesca statua dell'Immacolata.
Dietro l'altare si accede al coro ligneo barocco [n. 10] che circonda totalmente le pareti dell'abside, opera di Giovan Caterino Rainaldi del 1751. Sulla parete destra retrostante si colloca la Crocifissione [n. 11], maestosa tela di Rinaldo Fiammingo, pittore belga trapiantato all'Aquila sul finire del XVI secolo. L'opera occupa una superficie di circa 52 m² ed ebbe un discreto successo, venendo giudicata «veramente eccezionale ed eccellente» da Karel van Mander, connazionale dell'artista. Lungo la parete curva, articolato in tre corpi dei quali i due laterali entro alte nicchie e quello centrale entro cassa lignea barocca, è un secondo organo a canne [n. 12], costruito nel 1939 dalla ditta Mascioni (Opus 525); a trasmissione elettrica, dispone di 18 registri su due manuali e pedale.
La cappella si conclude con un finestrone finale posto sopra l'organo, impreziosito da una grande vetrata istoriata [n. 13], realizzata nel 1950 per il cinquecentenario della canonizzazione di Bernardino da Siena; consta di 21 pannelli in vetro colorato e dipinto, per lo più a gran fuoco, e rilegati a piombo. In seguito ai danni dal sisma del 2009, la vetrata è stata sottoposta a un meticoloso restauro con particolare cura per ciò che ha riguardato il trattamento protettivo superficiale e che ha migliorato la resistenza a torsione dei pannelli. La vetrata è visibile dall'esterno della basilica da via Vittorio Veneto, a lato dell'originario ingresso al convento di San Bernardino.

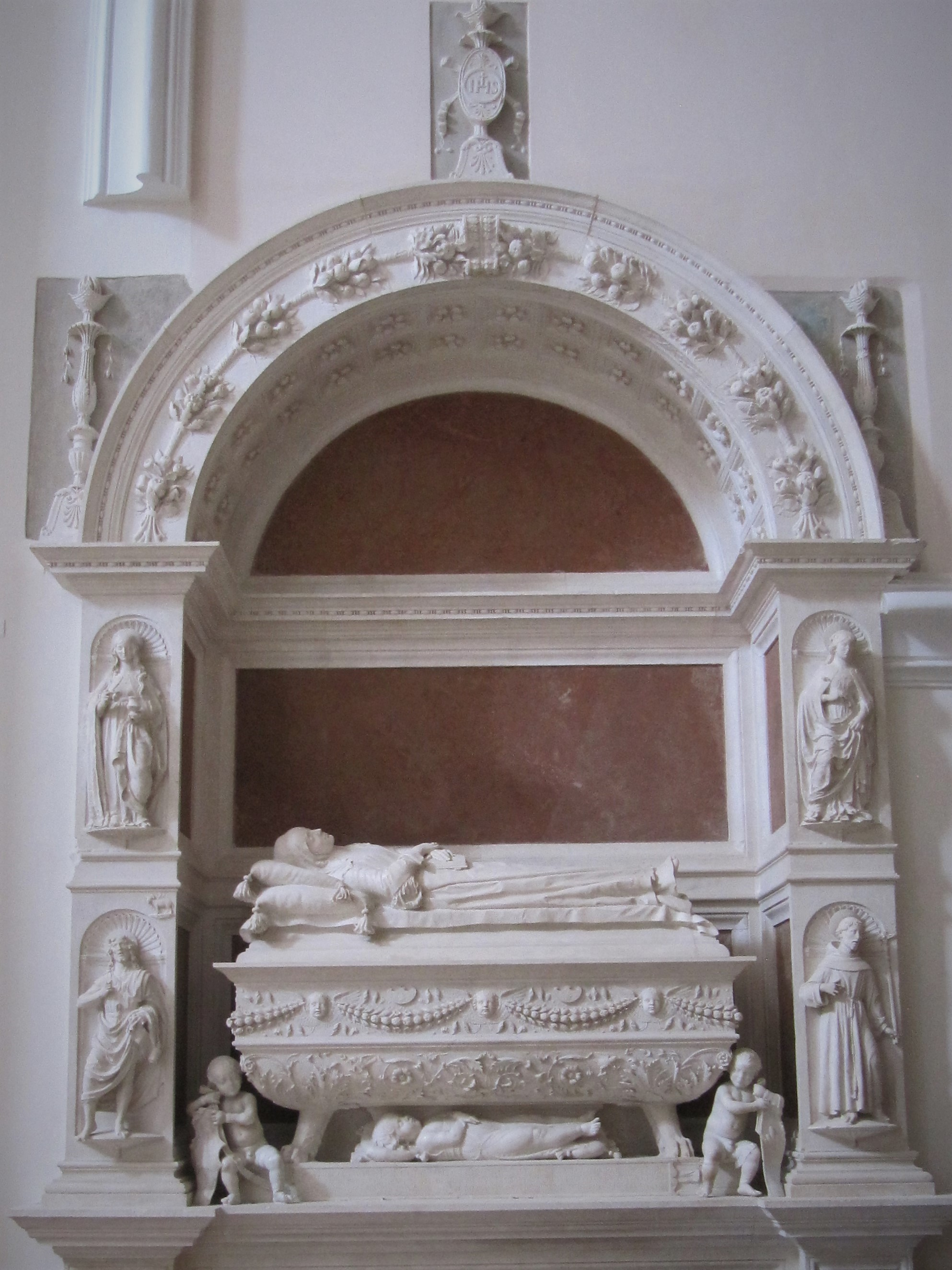
Il mausoleo di Maria Pereyra Camponeschi [n. 14]

##### Mausoleo di Maria Pereyra Camponeschi
Sulla sinistra dell'altare è il mausoleo di Maria Pereyra Camponeschi [n. 14] — anche detto mausoleo di Maria Pereyra e Beatrice — opera di Silvestro dell'Aquila del 1488 e precedente dunque al mausoleo del Santo dello stesso artista. Maria Pereyra, nobile d'Aragona e parente di re Ferdinando II e papa Paolo IV, fu la moglie di Pietro Lalle Camponeschi, tra le più importanti figure politiche della città ed erede dell'omonimo casato che controllò lungamente L'Aquila nel XV secolo.
Come nel precedente mausoleo di Amico Agnifili al Duomo, l'opera prende spunto dai monumenti sepolcrali romani modellandone il disegno compositivo con la raffinatezza dei lavori scultorei urbinati più prettamente rinascimentali. Su un fondale piatto e dipinto di rosso, Silvestro realizza un sarcofago in rilievo con le figure gisant e dormienti di Maria Pereyra (in alto) e la figlia Beatrice (in basso), quest'ultima morta prematuramente a quindici mesi. Il feretro è incassato in una raffinata arcata con i pilastri suddivisi in quattro settori, decorati con le statue di San Giovanni Battista, Santa Lucia, San Francesco e Santa Caterina da Siena. Due putti d'influenza toscana e sorreggenti lo stemma dei Camponeschi completano la composizione.
L'opera è considerata tra le più originali ed eclettiche dell'arte rinascimentale e da alcuni storici accreditata come la più bella e commovente delle opere dell'artista aquilano.

#### Navata sinistra
La navata sinistra, meno monumentale della destra, è caratterizzata da un primo androne d'ingresso collegato al portale laterale [n. 15] della basilica. In esso, un altare laterale sormontato da un dipinto raffigurante San Giacomo della Marca, ideatore della basilica.

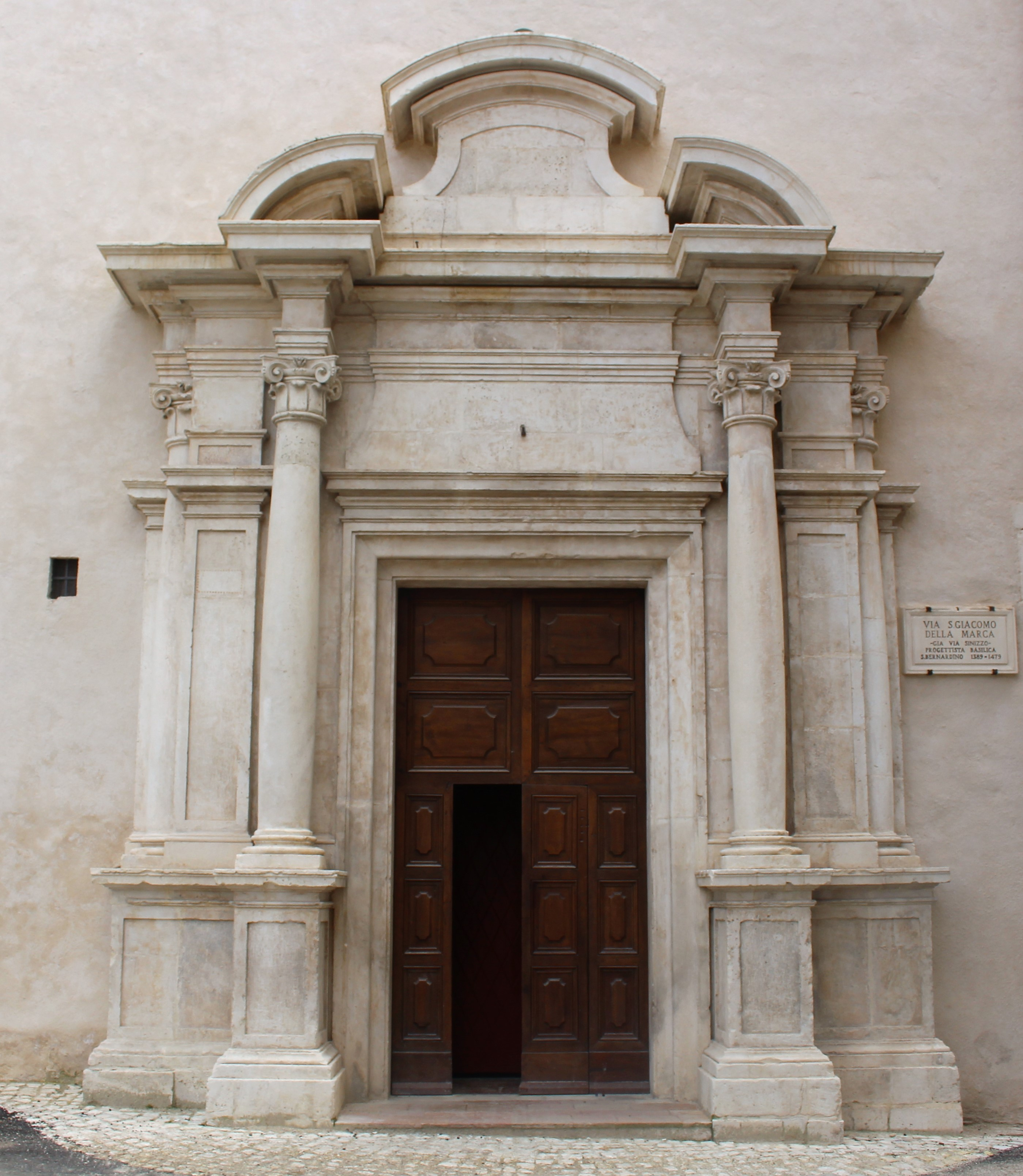
Il portale laterale [n. 15]

In sequenza poi, dirigendosi verso l'ingresso, si hanno sei cappelle; nella quinta — prospiciente il mausoleo di San Bernardino e dedicata alla famiglia Camponeschi — i Miracoli di Sant'Antonio, pregevole dipinto di Pompeo Cesura [n. 16], nella quarta — il cui attuale assetto risale al 1662 per volontà della famiglia Testone, come testimoniano i due stemmi familiari alla base dell'altare — un seicentesco San Giovanni col bambino e altri santi di autore ignoto [n. 17], nella terza l'Hecce Homo di Francesco Bedeschini [n. 18] e nella seconda la statua lignea di San Giovanni Battista di autore ignoto del XVI secolo [n. 19]. Il primo vano reca infine un dipinto attribuito a Nicola Malinconico, raffigurante Santa Rosa da Viterbo.

### Convento dei Minori Osservanti
Adiacente alla basilica è il convento dei Minori Osservanti, realizzato tra il 1459 e il 1471 su una vasta area alla destra della chiesa.  Il convento ha un impianto labirintico ed enigmatico strutturato intorno a quattro grandi chiostri, dei quali due utilizzabili dai frati bernardiniani dopo il passaggio dell'intero complesso allo Stato nel 1866.
Il chiostro maggiore è posto in corrispondenza della cupola; vi si accede direttamente dalla basilica, passando attraverso la sagrestia, oppure dall'ingresso principale al convento posto su Via Vittorio Veneto, sul fronte opposto rispetto alla facciata principale.  È costituito da un raffinato porticato con arcate ogivali su pilastrini a pianta ottagonale e presenta una bella vista su cupola e campanile. Dal chiostro maggiore, si entra a sinistra nel refettorio, costruito tra il 1468 e il 1470, interamente affrescato da Giovan Paolo Cardone con al centro l'Annunciazione e sui lunettoni le Storie del Vecchio e del Nuovo Testamento.

## La basilica di San Bernardino nella letteratura
Tra i viaggiatori che citano la visita alla basilica nei loro racconti di viaggio si ricordano gli inglesi Augustus Hare e Keppel Richard Craven. L'edificio è menzionato anche in un saggio dello scrittore Carlo Emilio Gadda dedicato alla basilica di Santa Maria di Collemaggio e ricompreso nella raccolta Verso la Certosa (1961). Nella basilica di San Bernardino è ambientato, inoltre, l'incipit del romanzo Un delitto a regola d'arte (2011) della celebre collana La signora in giallo di Donald Bain.

### Annotazioni
1. ↑  Il locale di Sinizzo, in corrispondenza di Porta Leone, è ricompreso tra le attuali Via Vittorio Veneto, Via Signorini Corsi, Via San Bernardino e Via Sinizzo con quest'ultima che, a ridosso della basilica, assume la denominazione di Via Giacomo della Marca. L'intero centro storico dell'Aquila è suddiviso in locali ciascuno dei quali venne originariamente assegnato a ognuno dei castelli fondatori della città (in questo caso lo scomparso castello di Sinizzo, nei pressi di San Demetrio ne' Vestini), assumendone anche la denominazione.
2. ↑  Nella pianta sono elencati i seguenti elementi:

  1. Portale principale
  2. Organo maggiore
  3. Resurrezione, Andrea della Robbia
  4. Madonna con bambino in trono, Silvestro dell'Aquila
  5. Adorazione dei pastori, Pompeo Cesura
  6. Mausoleo di San Bernardino, Silvestro dell'Aquila
  7. Conversione di San Paolo, autore ignoto, e tomba di Giacinto Dragonetti
  8. Sagrestia; Santissima Trinità e i Santi, Donato Teodoro
  9. Altare maggiore, Donato Rocco Chicchi
  10. Coro ligneo, Giovan Caterino Rainaldi
  11. Crocifissione, Rinaldo Fiammingo
  12. Organo del coro
  13. Vetrata istoriata
  14. Mausoleo di Maria Pereyra Camponeschi, Silvestro dell'Aquila
  15. Portale laterale
  16. Miracolo di Sant'Antonio, Pompeo Cesura
  17. San Giovanni col bambino e altri santi, autore ignoto
  18. Hecce Homo, Francesco Bedeschini
  19. Statua di San Giovanni Battista, autore ignoto

### Fonti
1. 1 2 3 4 5  Orlando Antonini, p. 314.
2. 1 2 3 4  AA.VV., p. 99.
3. 1 2 3 4 5 6 7 8  Orlando Antonini, p. 322.
4. 1 2 3 4 5 6 7 8 9 10 11 12 13  Touring Club Italiano, p. 96.
5. ↑   Elenco degli edifizi Monumentali in Italia, Roma, Ministero della Pubblica Istruzione, 1902. URL consultato il 27 maggio 2016.
6. ↑  (EN) Basilicas in Italy, su gcatholic.org. URL consultato il 29 luglio 2016 (archiviato il 25 dicembre 2015).
7. 1 2 3   Ministero dei beni e delle attività culturali e del turismo, Complesso monumentale e chiesa di San Bernardino (PDF), su 151.12.58.154. URL consultato il 1º ottobre 2017 (archiviato dall'url originale il 5 marzo 2016).
8. 1 2 3  Orlando Antonini, p. 312.
9. 1 2 3 4  Orlando Antonini, p. 311.
10. 1 2 3 4 5 6  Orlando Antonini, p. 315.
11. 1 2 3 4 5 6 7 8 9  Orlando Antonini, p. 313.
12. 1 2  AA.VV., p. 169.
13. ↑   Angelo Tartuferi e Francesco D'Arelli (a cura di), L'arte di Francesco, Firenze, Giunti, 2015,  p. 262.
14. ↑  Umberto Chierici, p. 9.
15. ↑  AA.VV., p. 167.
16. 1 2 3 4  Orlando Antonini, p. 326.
17. 1 2 3 4 5  Orlando Antonini, p. 327.
18. 1 2 3  AA.VV., p. 172.
19. 1 2   Casa Buonarroti, Modello per la facciata di San Lorenzo, su casabuonarroti.it. URL consultato il 27 ottobre 2016 (archiviato il 30 giugno 2017).
20. 1 2 3  Orlando Antonini, p. 321.
21. 1 2   Luigi Vicari, Due architetti romani operanti ad Aquila nei primi anni del sec. XVIII: Sebastiano Cipriani e Giovan Battista Contini, in Bollettino della Deputazione Abruzzese di Storia Patria, LVII-LIX, L'Aquila, 1967-1968,  p. 207.
22. ↑  Alessandro Del Bufalo, p. 548.
23. 1 2 3  Orlando Antonini, p. 323.
24. 1 2  Alessandro Del Bufalo, p. 551.
25. 1 2   Luigi Vicari, Due architetti romani operanti ad Aquila nei primi anni del sec. XVIII: Sebastiano Cipriani e Giovan Battista Contini, in Bollettino della Deputazione Abruzzese di Storia Patria, LVII-LIX, L'Aquila, 1967-1968,  pp. 206, 210.
26. ↑  AA.VV., p. 177.
27. ↑   Eleonora Marchini, L'Aquila, il fondatore del Venerdì Santo: «Così segai i piedi del Cristo di Brindisi», in abruzzoweb.it, 15 marzo 2016 (archiviato il 22 ottobre 2017).
28. ↑   Regione Abruzzo, La processione del Cristo Morto - L'Aquila (PDF), su regione.abruzzo.it. URL consultato il 22 ottobre 2017.
29. ↑   Chiesa di San Bernardino (PDF), su impresacingoli.it. URL consultato il 1º ottobre 2017 (archiviato dall'url originale il 15 ottobre 2017).
30. ↑  AA.VV., p. 55.
31. 1 2 3 4  AA.VV., p. 31.
32. ↑  AA.VV., p. 57.
33. ↑  AA.VV., p. 9.
34. ↑   L'Aquila good news: il 2 maggio riapre la Basilica di San Bernardino [foto], in news-town.it, 20 aprile 2015 (archiviato il 15 ottobre 2017).
35. ↑  AA.VV., p. 33.
36. ↑   Nel giorno della ricorrenza, San Bernardino torna a 'casa' nel mausoleo restaurato, in news-town.it, 17 maggio 2017 (archiviato il 15 ottobre 2017).
37. 1 2   La Crocifissione torna a San Bernardino, in ilcapoluogo.it, 22 dicembre 2017 (archiviato l'11 aprile 2018).
38. ↑   Michela Corridore, Affresco ritrovato dopo tre secoli a San Bernardino, in Il Centro, 16 marzo 2017 (archiviato l'11 aprile 2018).
39. ↑  Orlando Antonini, p. 324.
40. 1 2   Girolamo Pico Fonticulano, Breve descrizione di sette città illustri d'Italia, 1582,  pp. 77-78.
41. ↑   Salvatore Massonio, Vita, morte e miracoli del gloriosissimo S. Bernardino da Siena, protettore della fidelissima Città dell'Aquila, 1614,  pp. 88-89.
42. 1 2 3 4  AA.VV., p. 36.
43. 1 2 3  AA.VV., p. 53.
44. 1 2 3 4 5 6  Touring Club Italiano, p. 95.
45. ↑  Luigi Marra, Maria Pia Renzetti, p. 42.
46. 1 2  AA.VV., p. 39.
47. 1 2 3 4  AA.VV., p. 41.
48. 1 2  Luigi Marra, Maria Pia Renzetti, p. 43.
49. 1 2  AA.VV., p. 45.
50. ↑  Umberto Chierici, p. 23.
51. ↑  Umberto Chierici, p. 22.
52. 1 2  Orlando Antonini, p. 316.
53. ↑  Orlando Antonini, p. 318.
54. ↑  Umberto Chierici, p. 45.
55. ↑  Orlando Antonini, p. 319.
56. 1 2  Orlando Antonini, p. 320.
57. ↑  Alessandro Del Bufalo, p. 547.
58. 1 2 3  AA.VV., p. 43.
59. ↑   Michela Corridore, L'Aquila, restaurato il soffitto di San Bernardino, in Il Centro, 28 giugno 2012 (archiviato il 15 ottobre 2017).
60. ↑   Ministero dei beni e delle attività culturali e del turismo, Riapre la Basilica di San Bernardino, su sbsae-aq.beniculturali.it, 7 maggio 2015. URL consultato il 19 maggio 2018 (archiviato dall'url originale il 19 maggio 2018).
61. ↑   Michela Corridore, Torna all’antico colore il soffitto della basilica di San Bernardino, in Il Centro, 9 marzo 2015.
62. 1 2  AA.VV., p. 21.
63. ↑   Luciano Bologna, Gli organi storici della città dell'Aquila: arte organaria dal 15º al 20º secolo, L'Aquila, Colacchi, 1992,  pp. 96-98.
64. 1 2 3 4   Regione Abruzzo, Organo della basilica di San Bernardino, su regione.abruzzo.it. URL consultato il 1º ottobre 2017 (archiviato dall'url originale il 1º ottobre 2017).
65. 1 2 3   Enciclopedia Treccani, Andrea della Robbia, su treccani.it. URL consultato il 1º ottobre 2017 (archiviato il 15 ottobre 2017).
66. ↑   Cultura Italia, Resurrezione, Incoronazione di Maria e quattro santi, su culturaitalia.it. URL consultato il 1º ottobre 2017 (archiviato il 15 ottobre 2017).
67. 1 2 3 4 5   Regione Abruzzo, Silvestro dell'Aquila (PDF) [collegamento interrotto], su regione.abruzzo.it. URL consultato il 1º ottobre 2017.
68. 1 2   Enciclopedia Treccani, Pompeo Cesura, su treccani.it. URL consultato il 1º ottobre 2017 (archiviato il 15 ottobre 2017).
69. ↑  Maurizio D'Antonio, Michele Maccherini, p. 42.
70. 1 2   Keppel Richard Craven, Viaggio attraverso l'Abruzzo e le province settentrionali del Regno Napoletano, traduzione di Ilio Di Iorio, vol. 2, Sulmona, Di Cioccio, 1979  [1837], OCLC 784555724.
71. ↑  Nunzio Federigo Faraglia, p. 67.
72. ↑   Francesco Milizia, Memorie degli architetti antichi e moderni, 3ª ed., Parma, Stamperia Reale, 1781,  p. 50.
73. 1 2  Orlando Antonini, p. 330.
74. 1 2 3 4 5 6 7 8 9 10 11 12 13 14 15 16  Touring Club Italiano, p. 97.
75. ↑   Elenco nuovi, su mascioni-organs.com. URL consultato il 25 ottobre 2018.
76. 1 2  AA.VV., p. 83.
77. ↑   Francesco Abbate, Storia dell'arte nell'Italia meridionale: Il Sud angioino e aragonese, Roma, Donzelli, 1997,  p. 215.
78. ↑   Enciclopedia Treccani, Pietro Camponeschi, su treccani.it. URL consultato il 1º ottobre 2017 (archiviato l'11 ottobre 2017).
79. 1 2 3  Luigi Marra, Maria Pia Renzetti, p. 45.
80. ↑   Maurizio D'Antonio e Michele Maccherini, La Basilica di San Bernardino all'Aquila: e i suoi tesori d'arte, Carsa Edizioni, 2020,  p. 61, ISBN 978-88-501-0396-6. URL consultato il 7 gennaio 2025.
81. 1 2  Touring Club Italiano, p. 98.
82. ↑   Simone Lagi, Gregorio Grassi, Stefano Pandolfi e Domenico Rainaldi, Il refettorio del Convento di San Bernardino a L'Aquila, in Rossana Torlontano (a cura di), Abruzzo. Il barocco negato, Roma, De Luca, 2010.
83. ↑   Carlo Emilio Gadda, Le tre rose di Collemaggio, in Verso la Certosa, Milano-Napoli, Ricciardi, 1961.